# The Rabeats
 (octobre 2010).
Si vous disposez d'ouvrages ou d'articles de référence ou si vous connaissez des sites web de qualité traitant du thème abordé ici, merci de compléter l'article en donnant les références utiles à sa vérifiabilité et en les liant à la section « Notes et références ».
The Rabeats est un groupe français originaire d'Amiens, qui est entièrement dévoué au répertoire des Beatles. Il est ce qu'on appelle en anglais, un cover band ou plus précisément un « tribute band », un groupe hommage ce qui signifie qu'avec beaucoup de prestance sur scène ils arrivent à donner un aperçu de ce qu'étaient les Beatles à leur apogée. L'appellation « A tribute to the Beatles » figure d'ailleurs sur leurs affiches. 
Leur nom « The Rabeats » est basé sur un jeu de mots avec « the rabbits » (les lapins) et « les Beatles » (Mot-valise entre beetle = scarabée et beat = rythme).

## Histoire du groupe

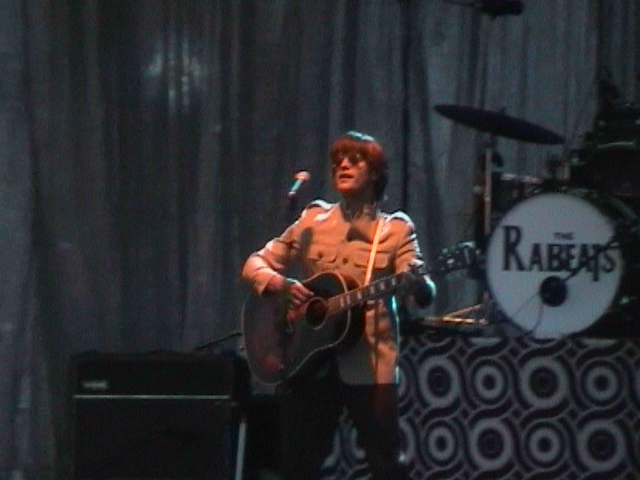
Sly à la guitare et au chant : Les Rabeats à Mers-les-bains le 31 juillet 2009.

Le groupe a été créé en 1991 sous le nom des Rougé Rabbits par deux frères Sylvain et Nicolas Rougé. À l'arrivée de  Flamm, le groupe se renommera The Rabbits Bros'. Plusieurs musiciens ont joué avec eux : Yahn Paquin, Manu Beaurain, Fredéric Losowsky et Florent Elter. Le groupe s'arrêtera en 1993.
En 1997 Sly, Nico et Flamm reviennent pour quelques concerts sous le nom des Rabeats bros, avec Gérard Sorel à la basse.
En 1999, naissance de The Rabeats avec Sly, Dip, Marcello et Flamm à Amiens. Le groupe d'amis fêtera ses 10 ans de carrière sur la scène du Zénith à Amiens le 28 mars 2009.
Au départ, c'est l'histoire classique d'une bande de copains animés par la même passion de la musique et en particulier par celle des Beatles. Ils aiment se retrouver entre musiciens issus de groupes différents pour faire un bœuf (une « jam »). L'histoire débute dans les bars et les pubs d'Amiens où ils se produisent et jouent les Beatles. Le premier vrai « concert » est daté du 21 janvier 1999, dans un pub, sur une péniche amarrée sur le canal du vieux quartier de Saint-Leu. Ils ont même joué dans une pizzeria à Fort-Mahon-Plage. Philippe Tassart qui les connaissait de longue date (depuis 1987 environ) deviendra leur manager. 
Très vite, ils adoptent le « look Beatles » : cheveux longs avec coupe au bol et frange épaisse (pour cela, à part Flamm qui porte la moustache, ils ont recours à des perruques), costumes à petits revers ou sans col, un peu étriqués, reproduisant très fidèlement ceux portés par les Beatles, petites lunettes rondes à verres fumés... le but n'est pas de ressembler physiquement aux Beatles mais de reconstituer une ambiance et faire revivre aux spectateurs nostalgiques des Beatles la magie d'une époque à jamais révolue.
Par leur costume mais aussi par leur matériel, tout concourt à reconstituer l'illusion des Beatles : les guitares, (principalement des Gretsch) mais aussi des Rickenbacker, Dip joue sur une basse à caisse forme violon de marque Höfner, la batterie de Flamm est, comme il se doit, une Ludwig, les amplis Vox AC 30 sont strictement conformes à ceux des Beatles et la sonorité particulière des années 1960 est parfaitement reconstituée.
Rencontrant un succès grandissant et remplissant des salles de plus en plus grandes, le groupe est passé progressivement de l'amateurisme au professionnalisme.
Le tournant décisif de leur carrière, c'est la rencontre avec Pascal Obispo, qui les choisit pour faire l'ouverture de son « Fan Tour » entre octobre 2003 et mi-avril 2004, totalisant ainsi 89 concerts dans toute la France devant plus de 500 000 personnes.
Le groupe est régulièrement encensé par la presse nationale et locale partout où il se produit. Il est également invité dans des émissions sur la plupart des chaines de télévision et radios publiques ou privées.
Il sillonne la France et donne une centaine de concerts par an. En 2009, les Rabeats affichaient déjà 1 000 concerts à leur palmarès. Plus de 1 000 000 personnes les ont déjà applaudis.
Outre le répertoire puisé dans l'immense œuvre des Fab four, le groupe compose également des morceaux « façon Beatles », comme I get high et I just can't get enough.

## Composition du groupe
Le groupe est composé de quatre membres qui jouent sous les noms de scène suivants :
- Marcello Mysterioso : guitares, chant
- Dip (François Long) : basse, chant. François Long mène en parallèle une carrière solo et a sorti trois albums : The Seven others (2014), Light Years From Home (2016) et Breathe (2020).
- Sly (Sylvain Rougé) : guitares, piano, chant. Il mène en parallèle une carrière de chanteur solo et a sorti deux albums : Les pensées magiques en 2009 et San Fairy Ann en 2021.
- Flamm (Vincent Freytel) : batterie, chant. Il sort en 2021 un album hommage à Michel Delpech : Pour un flirt avec vous.

- Ginger (Philippe Tassart) : management.

## Collaborations

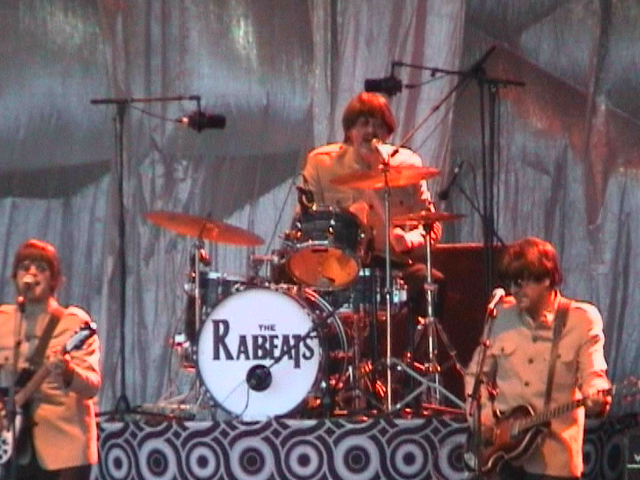
Sly, Flamm et Marcello

- Albin de la Simone, amiénois comme les membres du groupe, a participé aux claviers au concert des Rabeats Live at the Bataclan.
- XYPETOTEC, quatuor à cordes sur le DVD de L'Olympia.

## Discographie
- 2002 : un CD de reprises de 21 titres des Beatles.
- Un single : Twist and shout (face A ), les Beatles en firent l'introduction de tous leurs concerts de 1964 à 1965 ; depuis 2002, les Rabeats jouent Twist and Shout à la fin de chacun de leurs concerts. Sur la face B, I just can't get enough, une composition « façon Beatles » composée par les Rabeats.
- 2007 : un double CD enregistré en live au Bataclan, le 14 décembre 2007.
- 2012 : un coffret avec un double CD + le DVD enregistrés en live au Fémina de Bordeaux, le 17 & 18 mars 2011.

## Vidéographie
- 2004 : un DVD live enregistré le 23 juin 2004 à l'Olympia (2 heures de spectacles et 27 morceaux des Beatles)